# پرچم یونان
پرچم یونان که عموماً با نام «آبی و سفید» (به یونانی: Γαλανόλευκη, Galanólefki) یا «لاجوردی و سفید» (Κυανόλευκη, Kyanólefki) نامیده می‌شود، به‌طور رسمی توسط یونان به عنوان یکی از نمادهای ملی آن شناخته شده‌است. ۵ نوار افقی مساوی آبی که با سفید متناوب هستند. یک کانتون آبی در گوشه بالابر سمت بالا وجود دارد که دارای یک صلیب سفید است. صلیب نماد مسیحیت ارتدکس شرقی است. پرچم پرچم لاجوردی است، چهار میله Argent; در یک کانتون میدان یک صلیب یونانی در طول دوم. نسبت پرچم رسمی ۲:۳ است. سایه آبی مورد استفاده در پرچم در طول تاریخ آن متفاوت بوده‌است، از آبی روشن تا آبی تیره، که دومی از اواخر دهه ۱۹۶۰ به‌طور فزاینده‎‌ای مورد استفاده قرار گرفت. این ۹ خط هیچ معنای رسمی ندارند. محبوب‌ترین نظریه می‌گوید که آنها نشان دهنده هجاهای عبارت Ελευθερία ή Θάνατος ("آزادی یا مرگ")، پنج خط آبی برای هجاهای Ελευθερία و چهار راه راه سفید یا Θάνατος هستند. همچنین گفته می‌شود که ۹ خط نشان دهنده حروف کلمه «آزادی» (به یونانی: آزادی) است. سفید و آبی نماد رنگ‌های آسمان و دریای یونان هستند.